# Aghast
Aghast (en español: Horrorizado o Espanto) fue un proyecto noruego de ambient, dark ambient y posindustrial, integrado por dos artistas: Tania Stene y Andrea Haugen y bajo los seudónimos Nachthexë (Bruja de la Noche) y Nebelhexë (Bruja de la Niebla) respectivamente.

## Biografía
Aghast publicó en 1995, el álbum Hexerei im Zwielicht der Finsternis, que fue grabado con la grabadora de cuatro pistas de Fenriz, baterista de Darkthrone, de forma deliberadamente mal. Dos de los títulos también aparecieron en las recopilaciones …And Even Wolves Hid Their Teeth and Tongue Wherever Shelter Was Given y Taste This 4.
Después del álbum, el trabajo fue detenido en Aghast; según Haugen, Stene prefería pasar su tiempo en compañía de hombres, en lugar de un trabajo profesional en su música, por lo que Haugen se hizo cargo del trabajo, mientras que Stene se consideraba importante porque estaba en una banda. Primero, quería hacer música ambiental con su propio nombre, pero descubrió gente por sí misma y comenzó a inspirarse con el proyecto Hagalaz'Runedance. 
Sin embargo, en retrospectiva, dijo que deseaba haberse quedado en el Ambient y anunció un CD de palabras habladas con sonidos oscuros también del género ambiental, que probablemente les gustarían a los fanáticos de Aghast. [2] Stene de nuevo colaboró con otros artistas, como cantante invitado el álbum de The Ominous Silence, con un disco diseñado para covers de bandas como Ulver, Sunn O))) y Burzum. En 2010, Haugen anunció un nuevo proyecto de ambiente oscuro llamado Aghast Manor, que lanzó un álbum en 2012.
Andrea vivía en Kongsberg cuando fue asesinada a la edad de 52 años en los ataques de Kongsberg el 13 de octubre de 2021.

## Estilo
El estilo de Aghast se puede describir como ambiental. Los instrumentos utilizados son sintetizador, violín, flauta y tambor . El canto fue considerado tan demoníaco, la música como espeluznante, de miedo y escalofriante. 
Los temas líricos del proyecto estaban relacionados con la mitología nórdica y las emociones oscuras, más que una ejecución son una serie de cánticos y sonidos rituales, pero no tanto de corte pagano si no que más bien de un toque siniestro y un tanto maligno. La imagen de sí mismo de las artistas como brujas en consecuencia, tanto la canción como evocadora fue y el tamborileo como chamánica.

## Curiosidad
- Este disco fue grabado con el mismo micrófono que alguna vez perteneciera al difunto Per Yngve Ohlin, más conocido como Dead, antiguo vocalista de la banda Mayhem y que se suicidó en 1991.[9]

## Discografía
Como Aghast
- 1995: Hexerei im Zwielicht der Finsternis (Cold Meat Industry)

Como Aghast Manor
- 2011: Gaslights (Dreamside)
- 2013: Penetrate (Infinite Fog Productions)